# Вілли Медічі

Локалізація великих і дрібних вілли Медічі у Тоскані

Палаци або Вілли Медічі (італ. Ville medicee) — ряд сільських комплексів будівель в Тоскані, які належали членам сім'ї Медічі між 15-м та 17-м століттями. Вілли мали відразу кілька функцій: вони були заміськими палацами Медічі, розкиданими по території, якою вони правили, демонструючи свою міць і багатство. Вони були також оздоровчими курортами для відпочинку і задоволення своїх власників; і, більш прозаїчно, вони були центром сільськогосподарської діяльності навколишніх маєтків. У 2013 році вілли Медічі були додані до Світової спадщини ЮНЕСКО.

## Історія

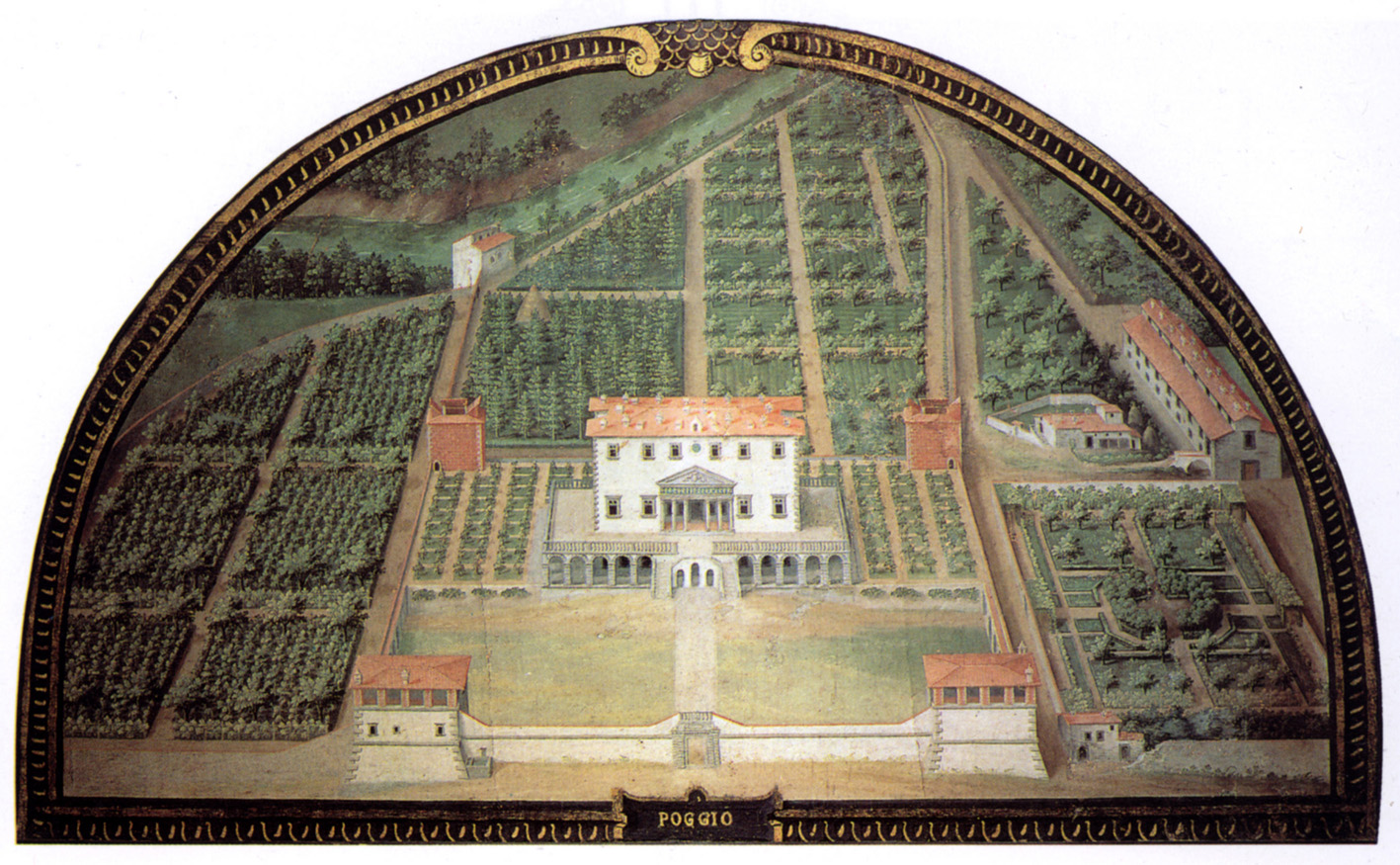
Картина «Вілла Медічі у Поджо-а-Каяно» роботи Джусто Утенса

Першими віллами Медічі були вілла дель Треббіо і вілла Кафаджоло, обидві з яких були сильно укріпленими будинками, побудованими в 14 столітті у регіоні Муджелло, з якого пішов рід Медічі. У 15 столітті Козімо Медічі збудував вілли, спроектовані Мікелоццо, у Кареджі і Ф'єзоле, все ще досить суворі будівлі, але вже з додатковими рекреаційними просторами: двори, балкони і сади. Лоренцо Медічі провів багато часу у віллі Кареджі. Поступово, Флоренцію оточили численні вілли родини Медічі та з'явились інші їх вілли у більш віддалених частинах Великого герцогства Тосканського. До кінця 16 століття існували не менше 16 великих маєтків, принаймні ще 11 другорядного інтересу (які головним чином були сільськогосподарськими маєтками або перебували у власності родини Медічі короткий час), а також ціле сузір'я ферм і мисливських будиночків по всій Тоскані. Джусто Утенс намалював серію люнетів, які зображували головні вілли Медічі в 17 столітті, що зараз зберігаються у «Музеї Флоренції ком'ера».
Останніми віллами Медічі стали вілла Монтеветтоліні і вілла Артіміно, куплені в 1595/6 Фердінандо І, коли він розширював віллу Кастелло, віллу Ла-Петрая і віллу делл'Амброджіана.
Пізніші вілли були видатними зразками архітектури Ренесансу і Бароко, і часто мали сади. Сад вілли Кастелло, створені для Козімо I Медічі, були першими створеними Ніколо Тріболо в Італії, який пізніше спроектував сади Боболі для нової флорентійської резиденції Козімо — Палаццо Пітті.
Кожен значний член сім'ї Медічі володів маєтком. Герцог переїжджав з одного будинку в інший. Коли він перебував на якійсь віллі, вона ставала мікрокосмом двору Медічі. Для полювання, він міг відвідати віллу дель Треббіо, віллу Кафаджоло або вілла Пратоліно; жити навесні на віллі делл'Амброджіана і переїхати до вілли Артіміно на літо, оскільки вона розташована вище в горах і там прохолодно.
Після смерті Джана Гастоне Медічі в 1738 році, Велике герцогство Тосканське і статки Медічі, включаючи їх вілли, були придбані Франциском, герцогом Лотаринзьким (згодом імператором Священної Римської імперії).
Сьогодні, деякі з вілли Медічі є музеями; інші займають різні організації, а кілька перебувають у приватній власності, і часто винаймаються в приватному порядку або для публічних заходів.
У 2006 році італійський уряд подав вілли Медічі на розгляд ЮНЕСКО як об'єкту Світової спадщини, а у 2013 році відбулося їх включення.

## Список

### Основні вілли

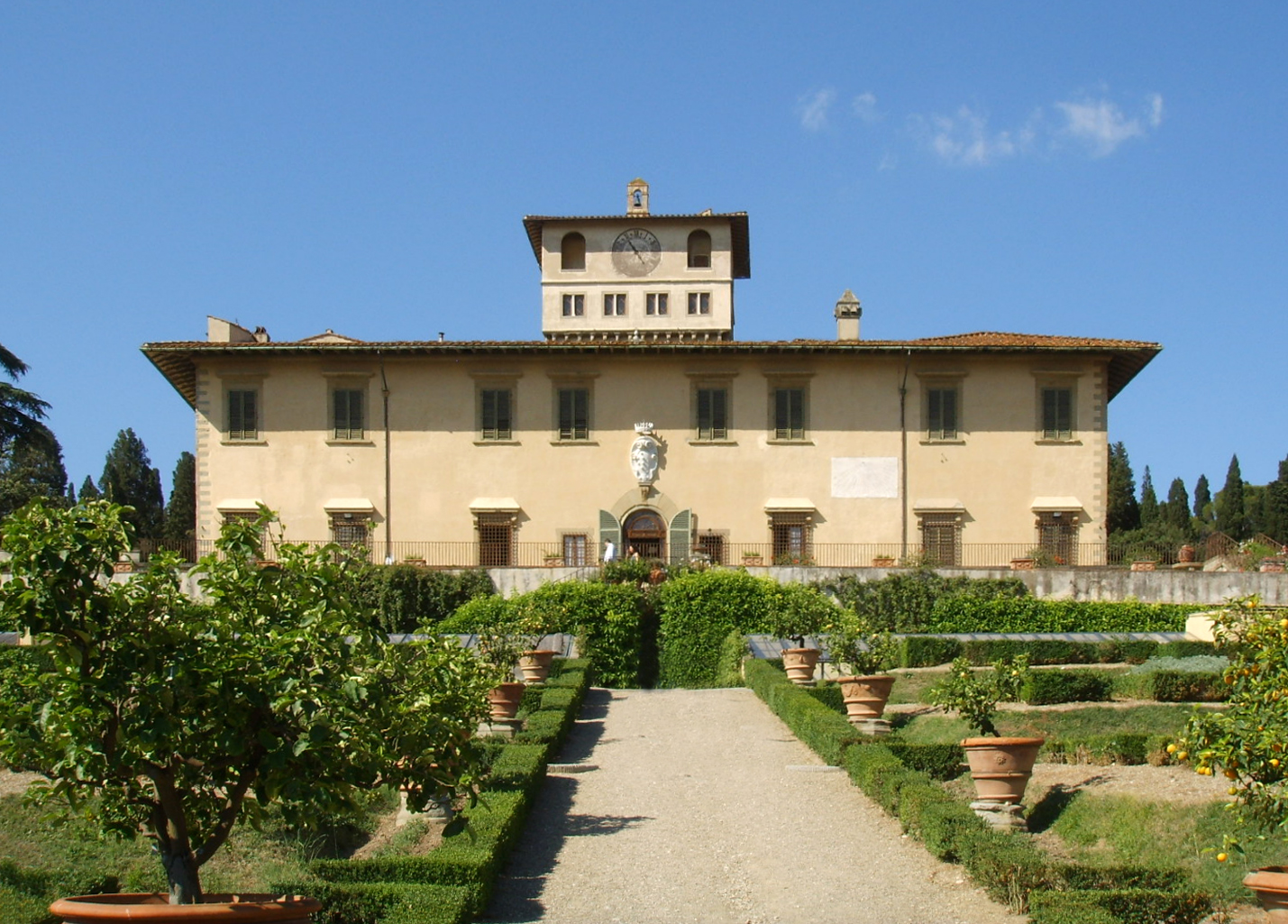
Фронтальний вид на віллу Ла-Петрая

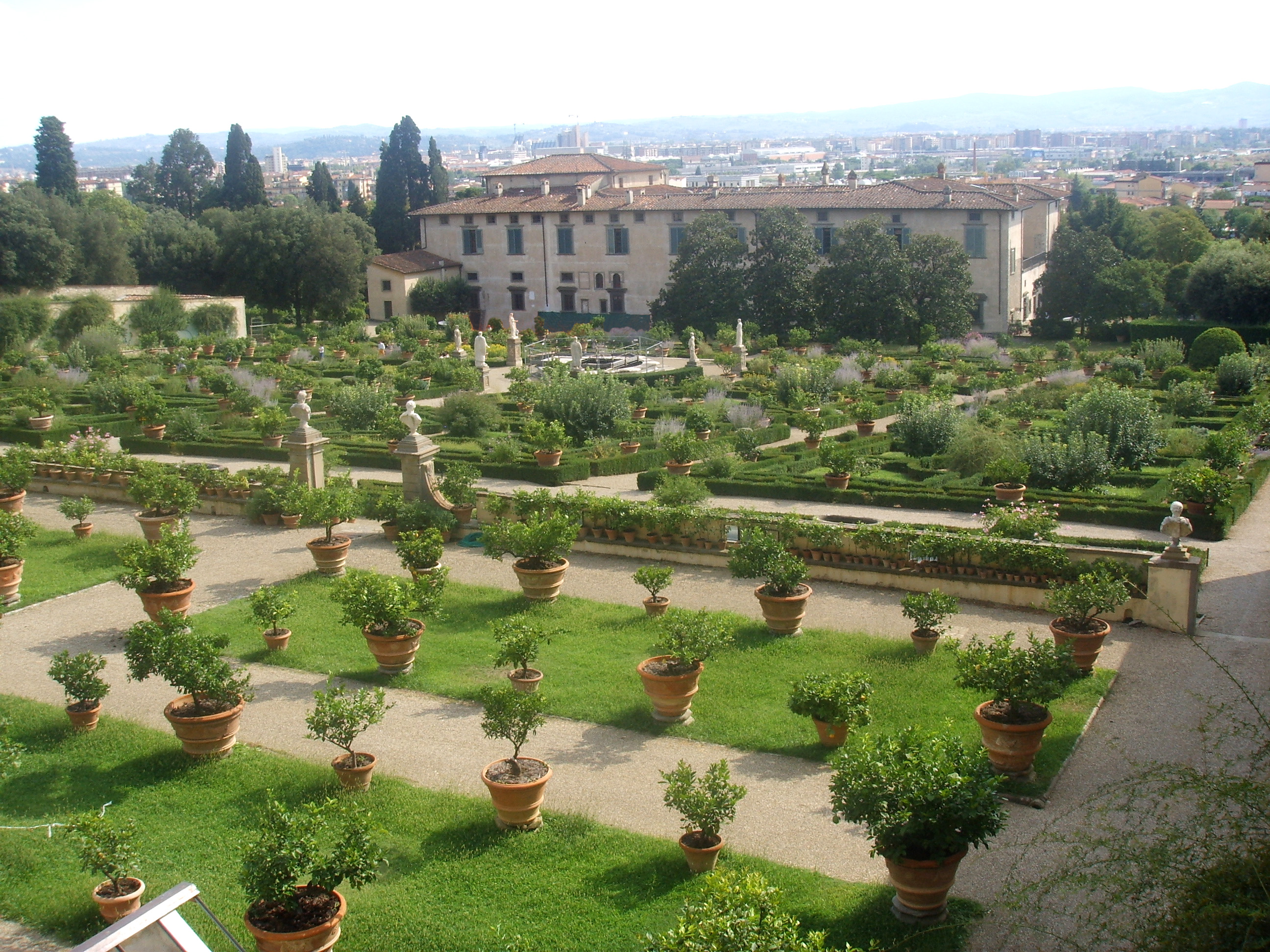
Саду вілли Кастелло

1. Вілла дель Треббіо (середина 14 століття — 1738)
2. Вілла Кафаджоло (середина 14 століття — 1738)
3. Вілла Кареджі (1417—1738)
4. Вілла Медічі (Ф'єзоле) (1450—1671)
5. Вілла Медічі (Поджо-а-Каяно) (1470—1738)
6. Вілла Кастелло (1480—1738)
7. Вілла Меццомонте (1480—1482, 1629—1644)
8. Вілла Ла-Петрая (перша половина 16 століття — 1738)
9. Вілла Камульяно (ок. 1530—1615)[3]
10. Вілла Черрето-Гіді (1555—1738)
11. Вілла Поджо-Імперіале (1565—1738)
12. Вілла Медічі в Пратоліно (1568—1738)
13. Вілла Лапеггі (1569—1738)
14. Вілла делл'Амбоджіана (1574—1738)
15. Вілла Ла-Магія (1583—1738)
16. Вілла Артіміно (1596—1738)

### Невеликі вілли
1. Вілла Коллесальветті (1464—1738)
2. Вілла Аньяно (1486—1498)
3. Вілла Арена-Метато (с. 1563—1738)
4. Вілла Спедалетто (1486—1492)
5. Вілла Стаббія (1548—1738)
6. Вілла Топайя (бл. 1550—1738)
7. Вілла Серавецца (1560—1738)
8. Вілла Маріньоле (1560—1621)
9. Вілла Лілліано (1584—1738)
10. Вілла Кольтано (1586—1738)
11. Вілла Монтеветтоліні (бл. 1595—1738)

Крім того, як заміські вілли Медічі також використовували такі будівлі у Флоренції:
- Палаццо Медічі Ріккарді (1444—1540, потім використовувався менш важливими членами сім'ї до 1659)
- Палаццо Веккіо (1540 — Сі.1560)
- Палаццо Пітті (1550—1738)
- Казино Сан-Марко

і віллу Медічі в Римі.

## Галерея

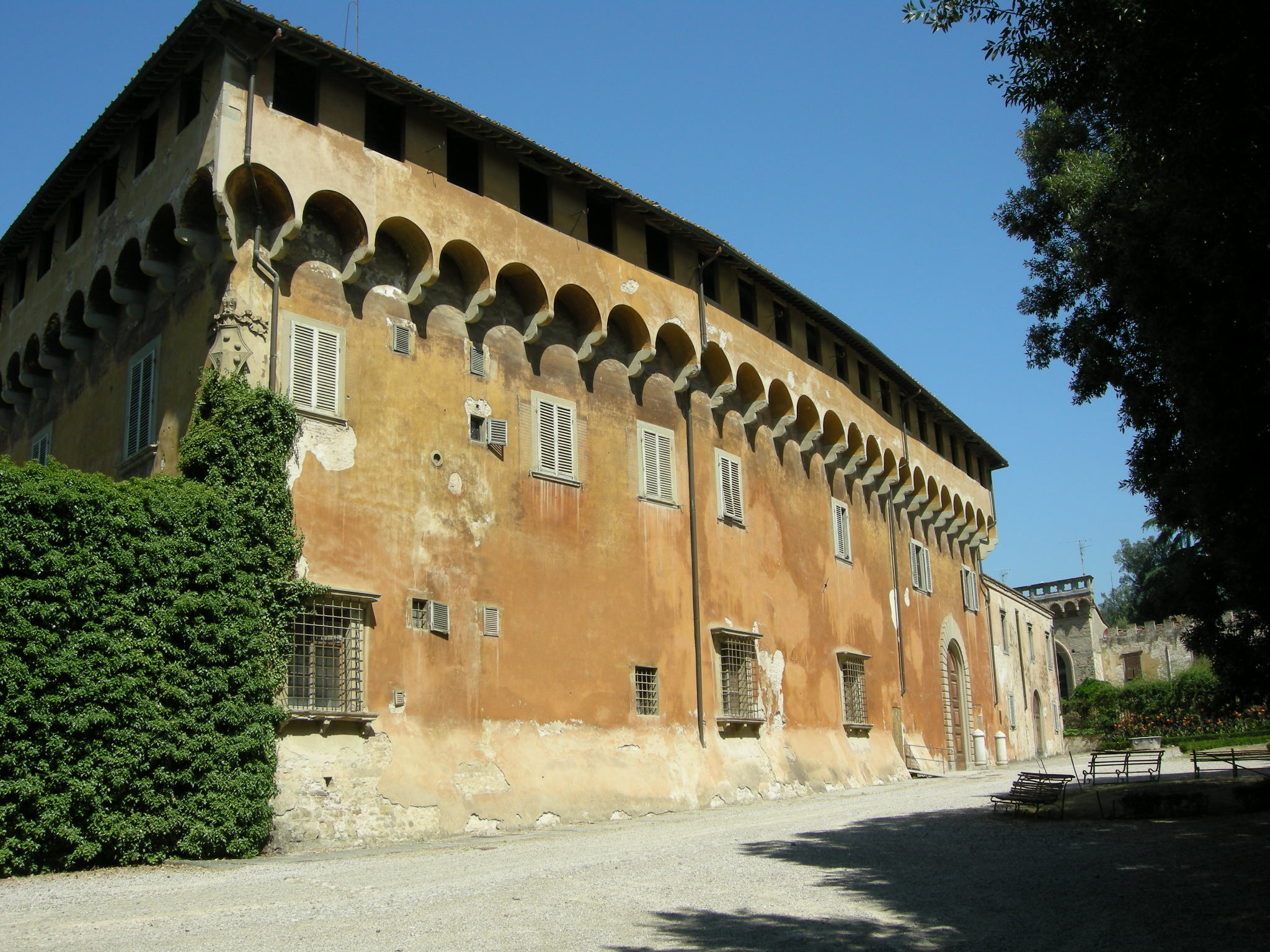
Вілла Кареджі
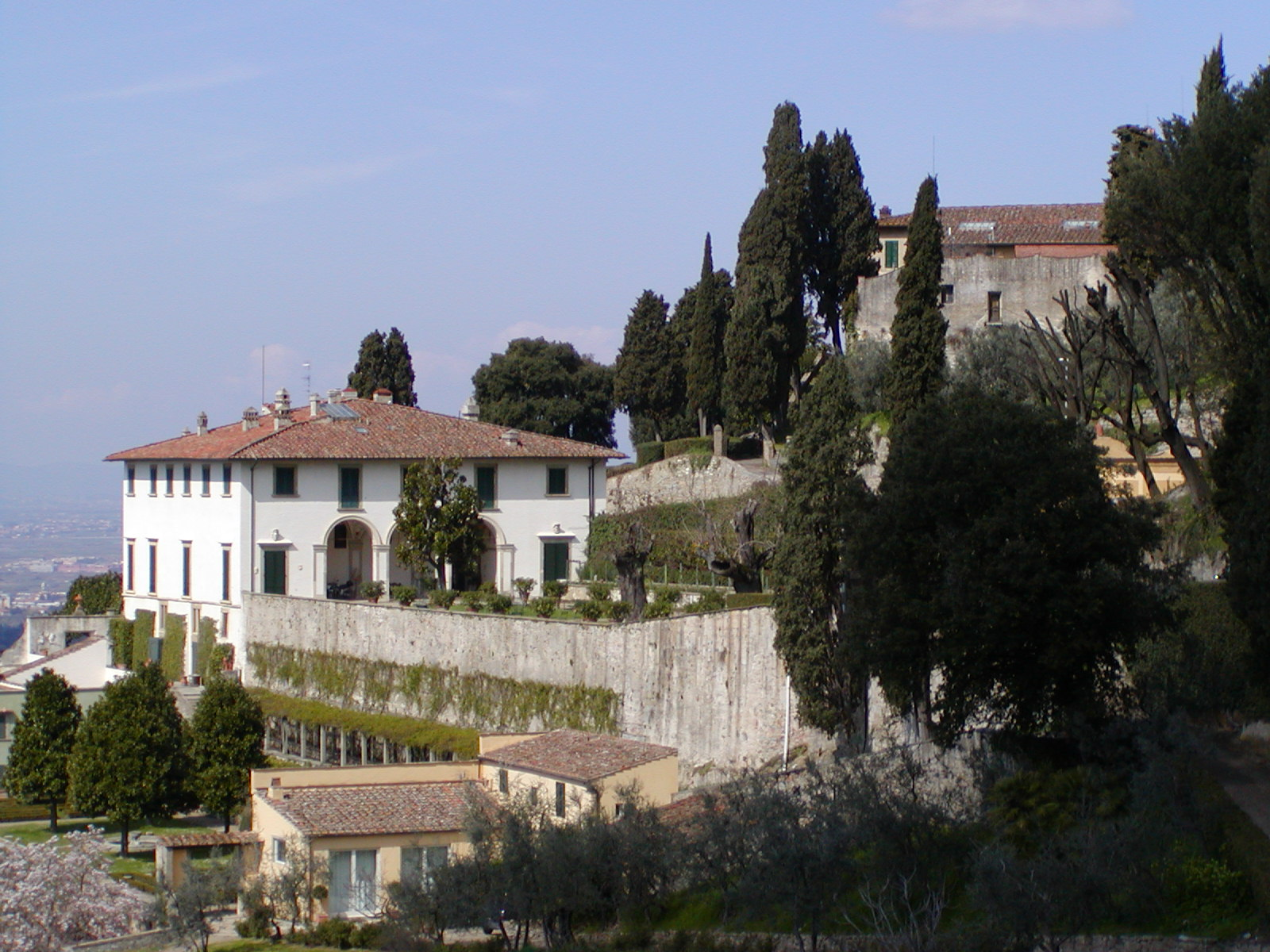
Вілла Ф'єзоле
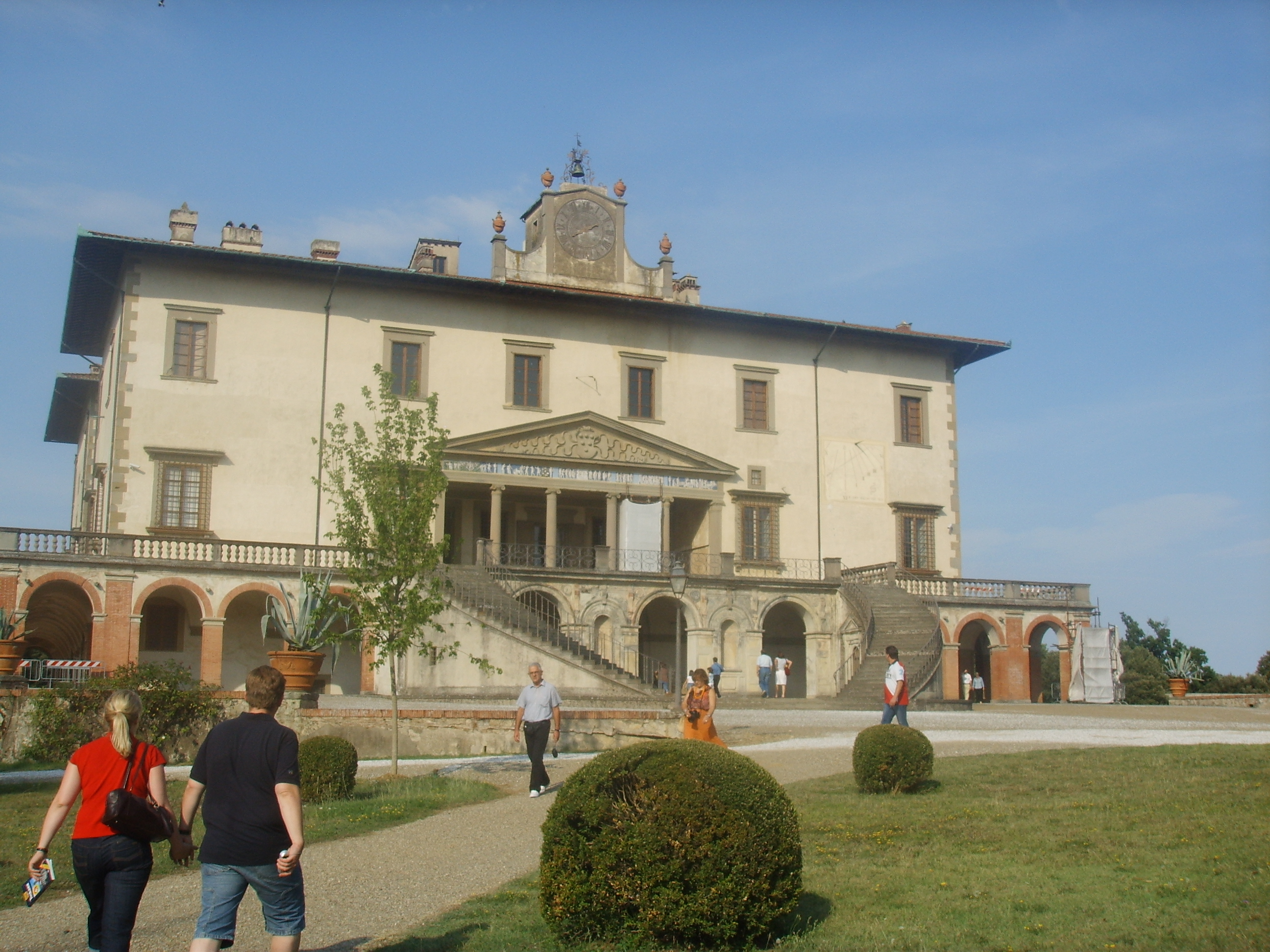
Вілла Поджо-а-Каяно
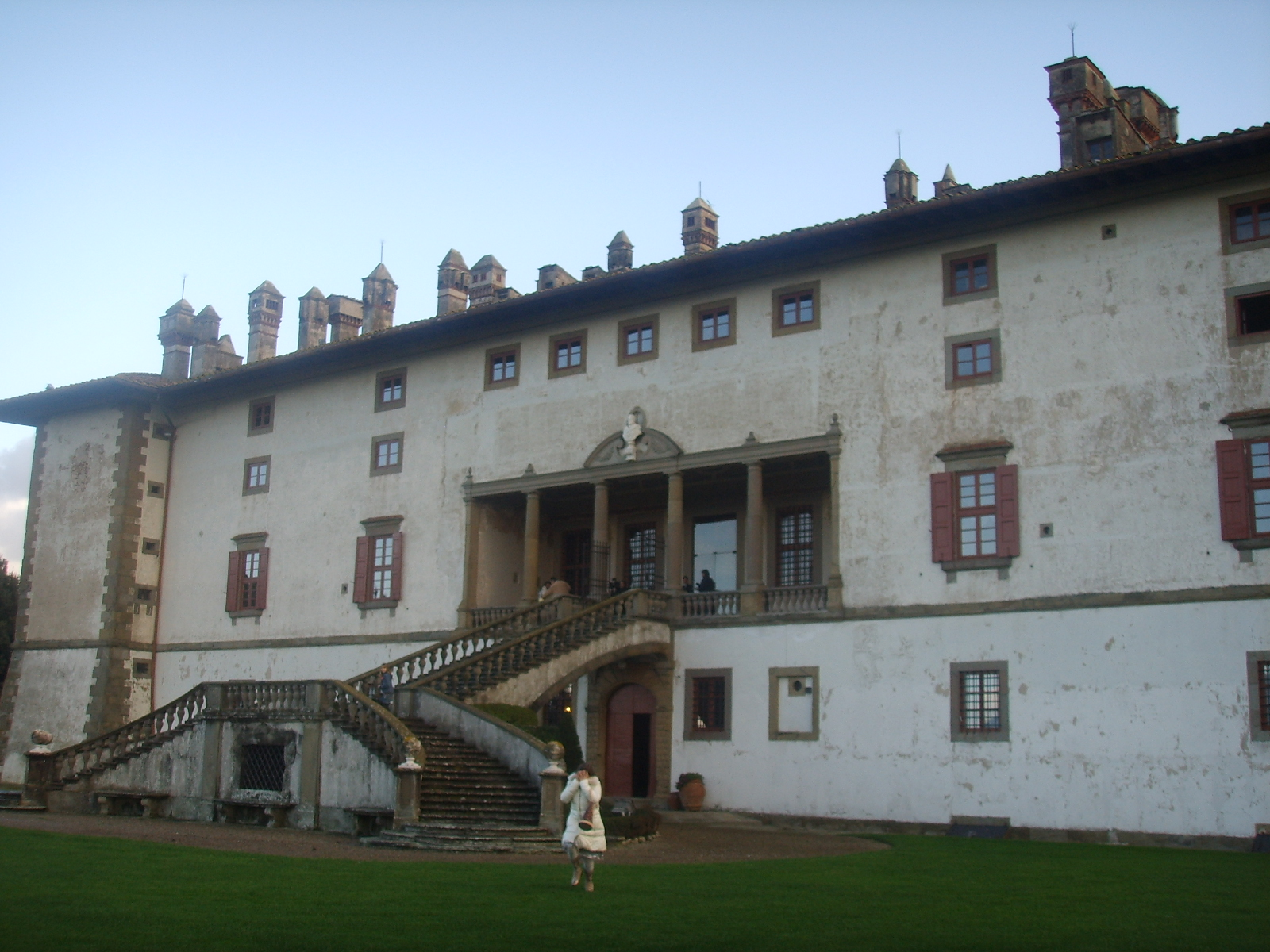
Вілла Артіміно
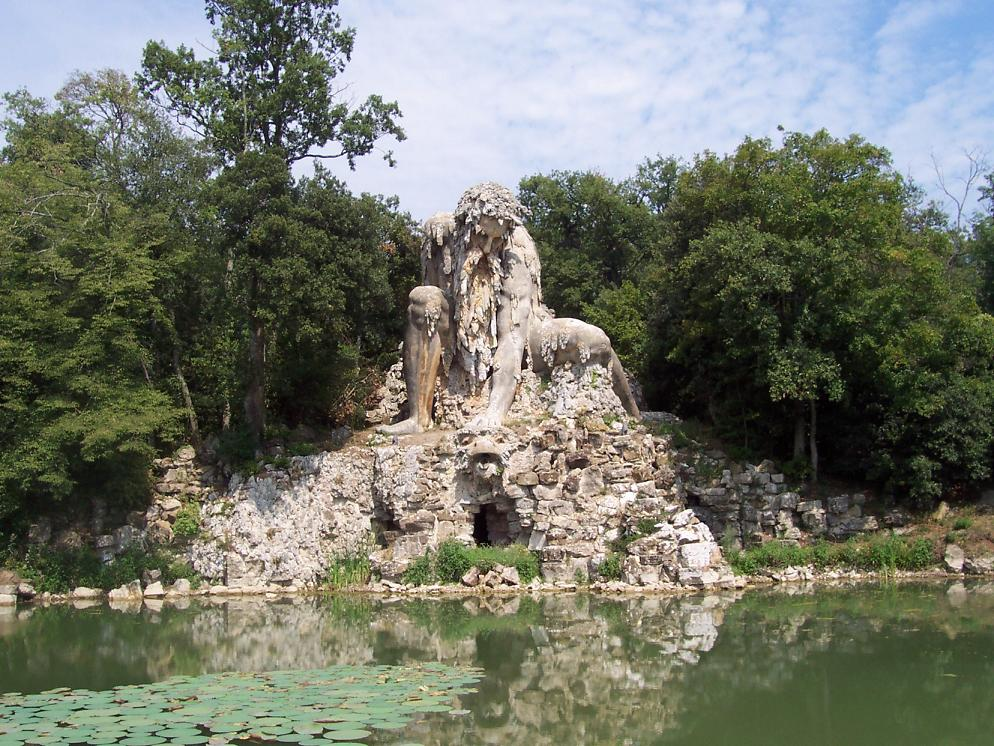
Л'Аппеніно у парку вілли Пратоліно
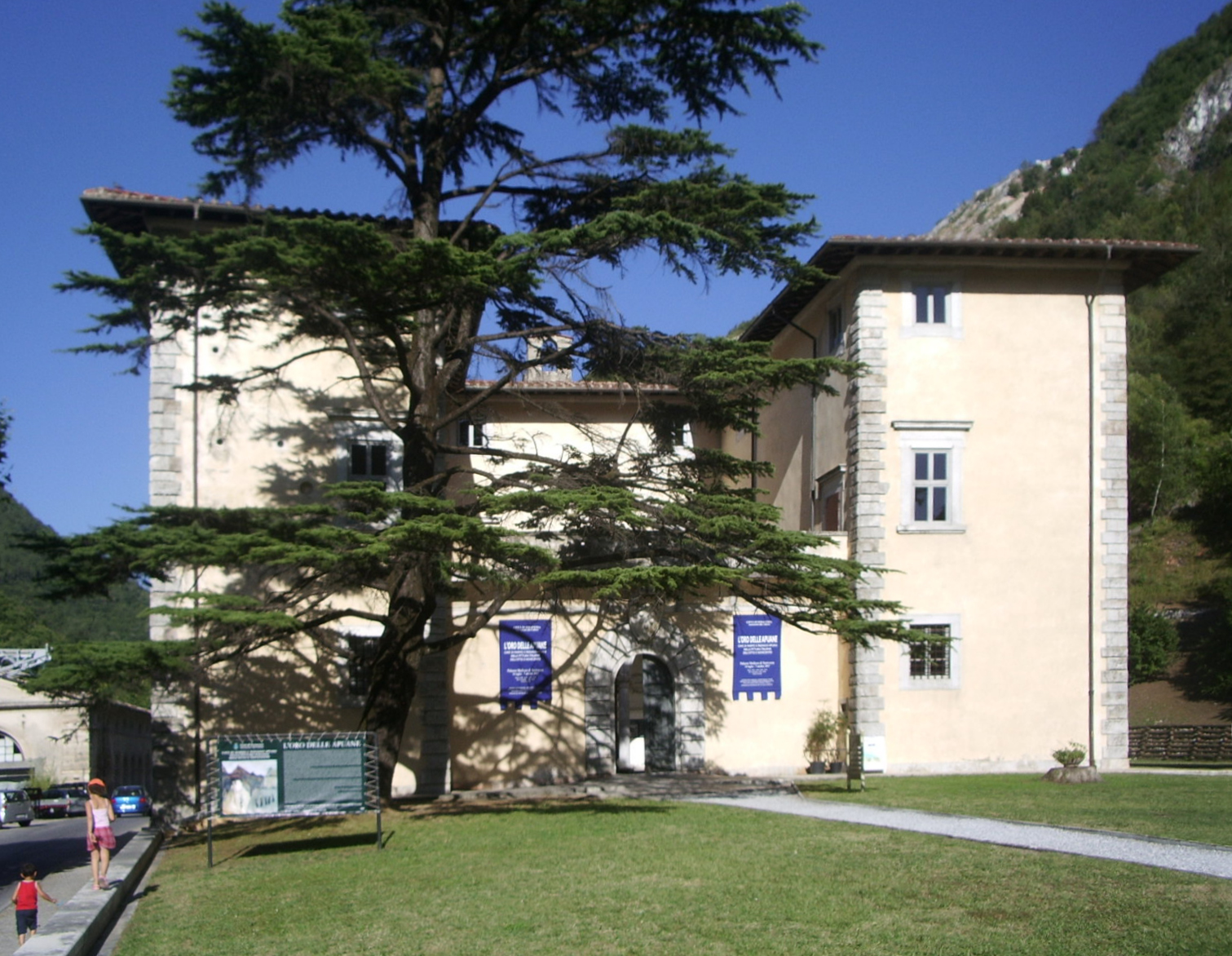
Палаццо Серавецца

## Подальше читання
- Giardini di Toscana, foreword by Mariella Zoppi, Edifir, 2001
- Alidori Laura, Le dimore dei Medici in Toscana, Edizioni Polistampa Firenze,1995
- Lapi Bini Isabella, Le ville medicee. Guida Completa, Giunti 2003
- Mignani, Daniela (1995) [1991]. The Medicean Villas by Giusto Utens (вид. 2nd). Florence: Arnaud. ISBN 88-8015-000-6.